# Nyangwe

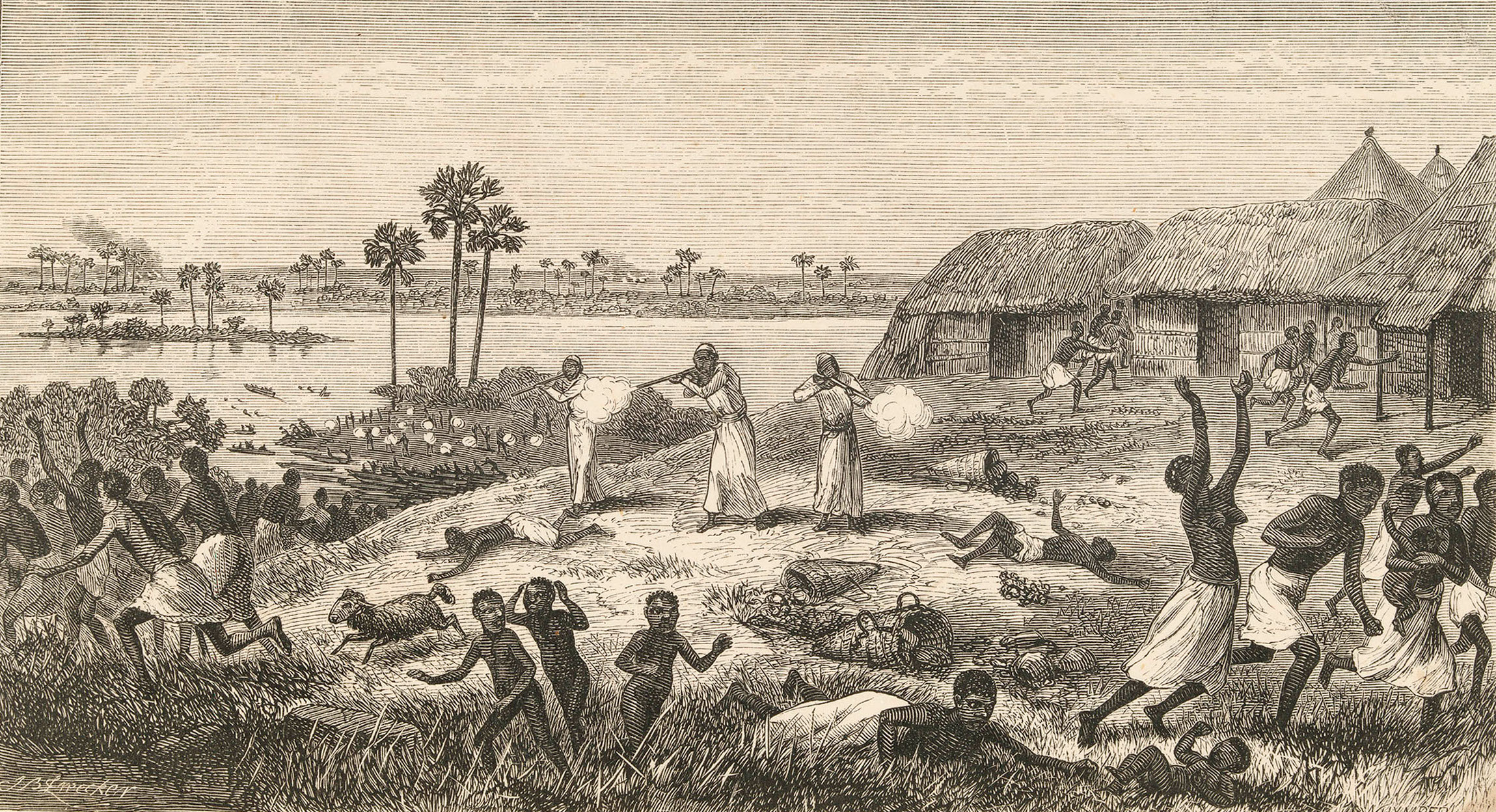
Attaque d'esclavagistes dans la région de Nyangwe

Nyangwe est une localité du Maniema, sur la rive droite de la Lualaba dans l'actuelle république démocratique du Congo (territoire de Kasongo). Elle fut une plaque tournante importante pour les Arabes pour le commerce de marchandises comme l'ivoire et d'esclaves de la fin du XIXe siècle dans la région:Vol.Two,94–97.
La ville fut fondée vers 1860. Elle fut dirigée à partir de 1868 par un sultan ou wali métis dénommé Dougombi. Munia Muhara dirigeait la ville à l'époque des campagnes de l'État indépendant du Congo contre les Arabo-Swahilis (1892). Elle comptait à l'époque environ 30 000 habitants
David Livingstone fut le premier européen à la visiter en 1871. Elle était la dernière cité connue sur la Lualaba en venant de l'est, et Livingstone pensait qu'elle était le cours supérieur du Nil. Henry Morton Stanley visita la localité et descendit la rivière en 1877 en compagnie de Tippo Tip, et arrivant à Boma, établit qu'il s'agissait en fait du cours supérieur du fleuve Congo. Verney Lovett Cameron y passa en 1874 et Hermann von Wissmann en 1883.
La ville fut définitivement acquise à l'État indépendant du Congo le 4 mars 1893 lorsque Francis Dhanis prit la ville aux Arabo-Swahilis.